# Bela taprurensis
Bela taprurensis là một loài ốc biển, là động vật thân mềm chân bụng sống ở biển trong họ Conidae, họ ốc cối.

## Phân bố
Loài này phân bố ở Địa Trung Hải dọc theo Hy Lạp và Tunisia